# Limnaecia bisignis
Limnaecia bisignis là một loài bướm đêm thuộc họ Cosmopterigidae. Nó được tìm thấy ở Úc.